# Ottmar von Holtz

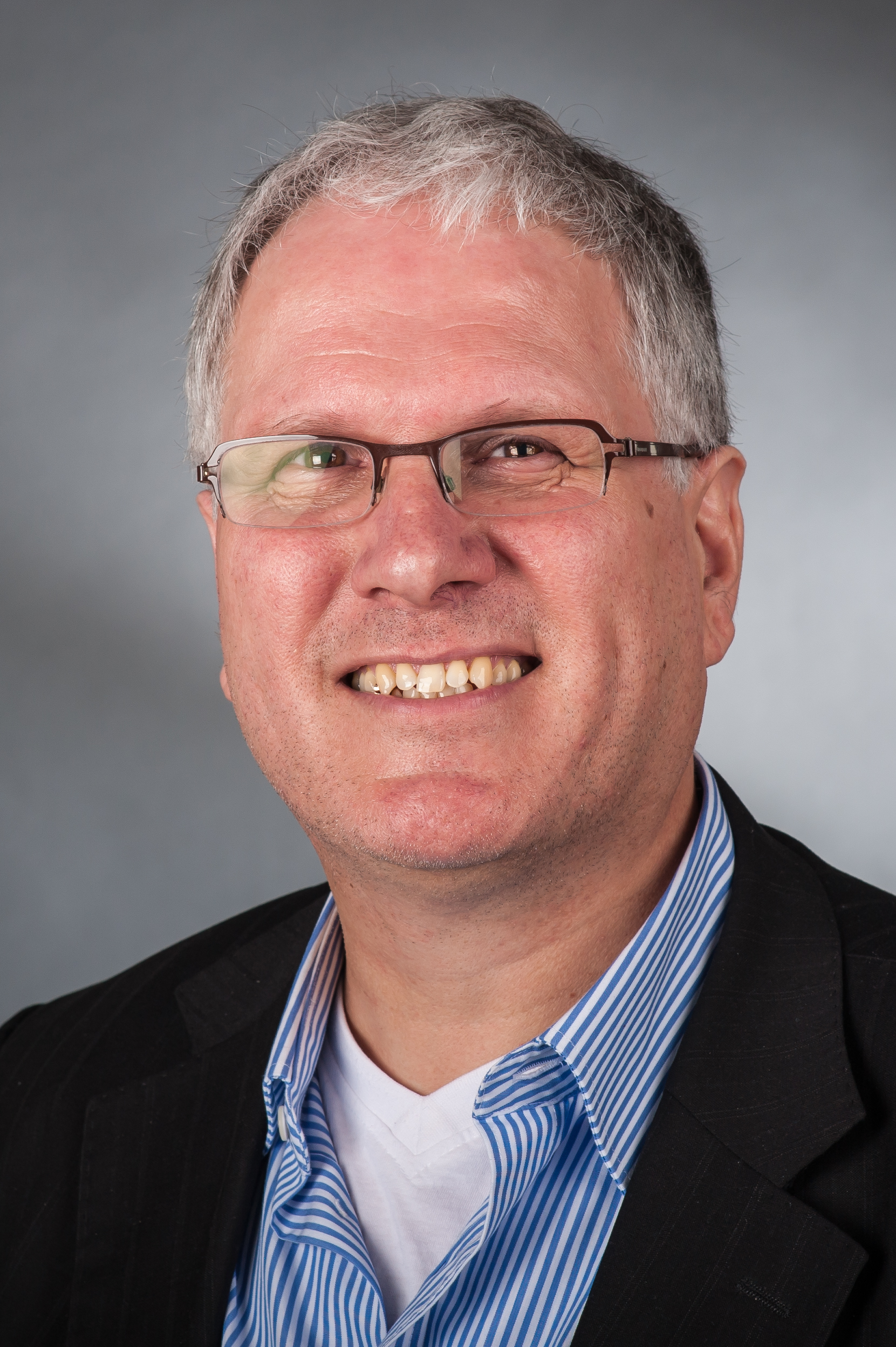
Ottmar von Holtz, 2013

Ottmar von Holtz (* 27. September 1961 in Gobabis, Südwestafrika) ist ein deutsch-namibischer Politiker (Grüne) und Ökonom. Er ist Landesbeauftragter für regionale Landesentwicklung Leine-Weser und leitet in dieser Funktion das Amt in Hildesheim. Er war von Januar 2024 bis zum Ende der Ampel-Koalition erneut Mitglied des Deutschen Bundestags, dem er bereits von 2017 bis 2021 angehörte. Zuvor war er von 2013 bis 2017 Mitglied des Niedersächsischen Landtags.

## Herkunft, Ausbildung und Beruf
In Südwestafrika aufgewachsen, besuchte er von 1968 bis 1981 die Deutsche Höhere Privatschule Windhoek. Von 1982 bis 1983 studierte er Wirtschaftswissenschaft (Bachelor of Commerce) an der Universität Stellenbosch in Südafrika. Mit 27 Jahren ging er nach Deutschland, um dem Militärdienst zu entgehen, und schloss als Diplom-Ökonom sein Studium an der heutigen Gottfried Wilhelm Leibniz Universität Hannover ab.
Im Jahr 1988 war von Holtz Dozent für Statistik und Ökonometrie an der Universität von Namibia, anschließend – nach der Rückkehr nach Hannover – bis 2005 Referent und Referatsleiter am Niedersächsischen Landesamt für Statistik, heute bekannt als Landesamt für Statistik Niedersachsen. Von 2005 bis zur Wahl in den Landtag 2013 war er Referent im Niedersächsischen Ministerium für Wirtschaft, Arbeit und Verkehr. Nach seinem Ausscheiden aus dem Bundestag im Jahre 2021 kehrte er in den Landesdienst zurück und leitete das Haushaltsreferat des Niedersächsischen Ministeriums für Ernährung, Landwirtschaft und Verbraucherschutz.
Von Holtz lebt in Hildesheim, ist geschieden und hat zwei Kinder.

## Politik
Das politische Interesse führte von Holtz 1978 zur Jugendmitgliedschaft bei der Republikanischen Partei in Namibia. Während seines Studiums in Hannover betätigte er sich von 1984 bis 1989 in der Dritte-Welt-Arbeit, vor allem in der Afrika-Initiative in Hannover. Im Jahre 1985 gründete er zusammen mit Schülerinnen und Schülern aus Hannover die Grün-Alternative Jugend Hannover, Vorläuferin der heutigen Grünen Jugend in Hannover. 1989, während eines Aufenthalts in Namibia, war er beteiligt an Anti-Apartheidsaktivitäten und war Gründungsmitglied der ersten linken namibischen Lehrergewerkschaft (NANTU). Seit 2004 ist von Holtz Mitglied der Partei Bündnis 90/Die Grünen.
Mit der Kommunalwahl 2011 in Niedersachsen wurde er als Abgeordneter in den Kreistag des Landkreises Hildesheim gewählt. Mit der Landtagswahl 2013 wurde er über die Landesliste der Grünen als Abgeordneter in den Niedersächsischen Landtag gewählt.
Bei der Bundestagswahl 2017 trat Ottmar von Holtz auf Platz 6 der niedersächsischen Landesliste der Grünen an und zog am 24. September 2017 als einer von 67 Abgeordneten der Partei Bündnis 90/Die Grünen in den Deutschen Bundestag ein. Bei der Bundestagswahl 2021 kandidierte von Holtz auf Platz 14 der niedersächsischen Landesliste und verpasste zunächst den Einzug in den Bundestag.
Am 10. Januar 2024 rückte er für Jürgen Trittin in den Deutschen Bundestag nach.

## Abgeordneter
Im 19. Deutschen Bundestag war Holtz Vorsitzender des Unterausschusses für Zivile Krisenprävention, Konfliktbearbeitung und vernetztes Handeln. Er war zudem Obmann seiner Fraktion im Ausschuss für wirtschaftliche Zusammenarbeit und Entwicklung und gehörte als ordentliches Mitglied dem Unterausschuss Globale Gesundheit an. Als stellvertretendes Mitglied war von Holtz im Gemeinsamen Ausschuss sowie im Verteidigungsausschuss vertreten.